# Смєхова Аліка Веніамінівна
А́ліка Веніамінівна Смєхова (справжнє ім'я — Алла; нар. 27 березня 1968, Москва, РРФСР, СРСР) — радянська і російська акторка, співачка, телеведуча. Заслужена артистка Росії (2008). Найбільш популярні пісні у її виконанні — «Не перебивай» (дует з Олександром Буйновим) і «Чужий поцілунок».

## Біографія
Народилася 27 березня 1968 року в Москві в родині актора Веніаміна Борисовича Смєхова та радіожурналістки Алли Олександрівни Смєхової.
Почала зніматися в кіно у 1985 році.
У 1991 році закінчила Російську академію театрального мистецтва (ГІТІС), за фахом «актор музичного театру».
В 2021 році брала участь у гастролях МХАТ ім. М. Горького в окупованому РФ Криму (04—12 вересня 2021). Фігурантка бази даних центру «Миротворець».

### Родина
- Батько — Народний артист Росії Веніамін Борисович Смєхов (нар. 10 серпня 1940)
- Мати — радіожурналістка Алла Олександрівна Смєхова (нар. 4 травня 1940)
- Сестра — письменниця Олена Веніамінівна Смєхова (нар. 30 грудня 1963)

### Особисте життя
Не одружена.
- Перший чоловік (1986—1992)[4] — режисер Сергій Давидович Лівнєв. Головна героїня відомого фільму Сергія Соловйова «Асса» Аліка (у виконанні Тетяни Друбич) була названа на честь Аліки Смєхової, з якою тоді був одружений сценарист фільму Сергій Лівнєв.[5]
- Другий чоловік Георгій Іванович Беджамов — член ради директорів Внешпромбанка, голова ради директорів ЗАТ «Скляна виробнича група», президент Федерації бобслею і скелетону Росії.[6]
- Третій чоловік бізнесмен Микола[7].
- Сини:
  - Артем Миколайович Смєхов[8], (нар. 15 травня 2000)[9][10], його хрещена Ольга Кабо.
  - Макар Смєхов, (нар. 15 листопада 2007).[4][11]
- Дві акторки-подруги з Театру Місяця:
  - Олена Захарова, (нар. 2 листопада 1975, Москва) — російська акторка театру і кіно.
  - Анна Терехова, (нар. 13 серпня 1967 або 1970, Москва) — Радянська і російська акторка театру і кіно. Заслужена артистка Росії (2006).

## Творчість

### Фільмографія
| Рік       |    | Назва                                                         | Роль                                                          |
| --------- | -- | ------------------------------------------------------------- | ------------------------------------------------------------- |
| 1985      | тф | Страховий агент                                               | Рая                                                           |
| 1986      | ф  | Кур'єр                                                        | Ніна                                                          |
| 1987      | ф  | Акселератка                                                   | циганка з банди Філімона                                      |
| 1988      | ф  | Помилуй і прости                                              | подруга                                                       |
| 1989      | ф  | Жінка дня                                                     | Олександра                                                    |
| 1989      | ф  | Любов з привілеями                                            | офіціантка                                                    |
| 1990      | ф  | Захід                                                         | Ціля Ейхбаум                                                  |
| 1990      | ф  | Катафалк                                                      | буфетниця                                                     |
| 1990      | ф  | Кліщ                                                          | Світлана                                                      |
| 1990      | ф  | Рок-н-рол для принцес (Одеська кіностудія)                    | принцеса                                                      |
| 1991      | ф  | Кікс                                                          | «Жанна Агузарова»                                             |
| 1991      | ф  | Щасливого Різдва в Парижі!, або Банда лесбійок                | Ірина                                                         |
| 1992      | ф  | Жінка з квітами та шампанським                                | Нінон                                                         |
| 1993      | ф  | Мрії ідіота                                                   | Зося Синицька                                                 |
| 1993      | ф  | Падіння                                                       | Зоя Клінт                                                     |
| 1993      | ф  | Танго на Дворцовій площі                                      | Іра                                                           |
| 1996      | ф  | Лінія життя                                                   | «нічний метелик»                                              |
| 1999      | ф  | Тонка штучка                                                  | Анжела Рудіна                                                 |
| 2001      | с  | Маросейка, 12                                                 | Аліка Керн                                                    |
| 2002      | с  | Закон                                                         | Філіппова                                                     |
| 2003      | с  | Пан або пропав                                                | Кассіопія «Біла Глиста» Пихтя                                 |
| 2004—2007 | с  | Бальзаківський вік, або Всі чоловіки сво…                     | Соня Бабицька                                                 |
| 2004      | с  | Моя прекрасна нянька                                          | камео                                                         |
| 2004      | тф | Бальзаківський вік, або Всі чоловіки сво… Найкраще свято      | Соня Бабицька                                                 |
| 2005      | ф  | Алі-Баба та сорок розбійників                                 | дружина Касима                                                |
| 2005      | ф  | Три мушкетери                                                 | знімалась                                                     |
| 2006      | с  | Капітанські діти                                              | донька Льва Горейко                                           |
| 2006      | ф  | Кінофестиваль, або Портвейн Ейзенштейна                       | Марго Альтшуллер                                              |
| 2006      | ф  | Мій принц                                                     | Алла Медведєва                                                |
| 2007      | ф  | Вілла розбрату, або Танець сонячного затемнення               | Раїса                                                         |
| 2008      | с  | Важки пісок                                                   | Ріва Плоткіна                                                 |
| 2008      | с  | Людина без пістолета                                          | господарка квартири                                           |
| 2009      | ф  | Кохання у великому місті                                      | сусідка Раїса                                                 |
| 2009      | с  | Люди Шпака                                                    | Соня Зайцева                                                  |
| 2009      | с  | Таке життя                                                    | Єва                                                           |
| 2010      | ф  | А мама краще!                                                 | тьотя Белла                                                   |
| 2010      | ф  | Зайцев, пали! Історія шоумена                                 | камео                                                         |
| 2010      | ф  | Клуб щастя                                                    | Марина                                                        |
| 2010      | ф  | Любов Надії                                                   | Тетяна                                                        |
| 2011      | с  | Щоденник доктора Зайцевої                                     | Ліана Мірзоян                                                 |
| 2011      | ф  | Службовий роман. Наш час                                      | жінка на сеансі                                               |
| 2011      | ф  | Ти та я                                                       | Катерина                                                      |
| 2012      | с  | Щоденник доктора Зайцевої 2                                   | Ліана Мірзоян                                                 |
| 2013      | с  | Бальзаківський вік, або Всі чоловіки сво… П'ять років по тому | Софія Вікторівна Бабицька                                     |
| 2013      | ф  | Домоправитель                                                 | Олена Василівна                                               |
| 2013      | с  | Жіночий день                                                  | Регіна                                                        |
| 2013      | с  | Обмани, якщо любиш                                            | Людмила                                                       |
| 2013—2016 | с  | Два батька і два сина                                         | Марго                                                         |
| 2014      | с  | Вчителі                                                       | Ліна                                                          |
| 2014      | с  | Листи на склі                                                 | Надія Троєгубова                                              |
| 2014      | с  | Воронины                                                      | Олена Валеріївна, репетитор з англійської мови (301-ша серія) |
| 2014      | ф  | Гена Бетон                                                    | Ангеліна                                                      |
| 2015      | с  | Лондонград                                                    | Лідія, керівник ескорт-агентства російських дівчат у Лондоні  |
| 2015      | с  | Листи на склі. Доля                                           | Надія Троєгубова                                              |
| 2015      | ф  | Терміново вийду заміж                                         | Рита                                                          |
| 2015      | ф  | Весняне загострення                                           | Тома                                                          |
| 2016      | с  | Заборонене кохання                                            | знімалась                                                     |
| 2018      |    | Гранд Лион                                                    | Ирина (мама главной героини)                                  |

### Телебачення
- У 2003—2004 роках — ведуча телешоу «Агентство самотніх сердець» (Канал Росія).
- В 2008 році — учасниця телешоу «Танці з зірками» (Канал Росія).
- У 2009 році — учасниця телешоу «Дві зірки» (Перший канал).
- У 2010 році — ведуча програми «Раніше всіх» (Перший канал).
- В 2011 році — ведуча програми «Жіноче життя» (ТБ Центр).
- У 2012 році — ведуча програми «Жінки не прощають» (Домашній).
- У 2013 році — член журі шоу «Битва екстрасенсів».
- У 2016 році — член журі шоу «Разом з дельфінами».

### Театр
- 2010 — «Нескромна чарівність буржуазії» (антреприза)
- 2010 — «Дванадцять місяців танго» (антреприза)

### Дискографія
- 1996 — «Я тебе дуже чекаю» (студія «Зеко рекордз»)
- 1997 — «Чужий поцілунок» (студія «Зеко рекордз»)
- 1999 — «Дика качка» (студія «Аліка Смєхова»)
- 2002 — «Для тебе» (студія «Моноліт»)

### Дубляж
- 2006 — Тачки — Саллі Каррера (Бонні Хант)
- 2011 — Тачки 2 — Саллі Каррера (Бонні Хант)
- 2017 —Тачки 3 — Саллі Каррера (Бонні Хант)

### Книги
- 2009 — «А и Б сидели на трубе», изд. АСТ, Астрель-СПб, Харвест ISBN 978-5-17-062276-4, ISBN 978-5-271-25344-7, ISBN 978-985-16-7432-5